# Piramidogłowy
Piramidogłowy (ang. Pyramid Head) – nazwa fikcyjnego potwora z serii gier Silent Hill, a przede wszystkim z Silent Hill 2, gdzie ukazał się po raz pierwszy. Chociaż postać ta nie ma właściwego imienia, główny bohater gry, James Sunderland, zwykle określa ją jako Pyramid Head (Piramidogłowy) – rzadziej Red Pyramid Thing („To” z Czerwoną Piramidą). Niektóre oficjalne źródła określają tego stwora także jako Red Triangle Thing („To” z Czerwonym Trójkątem), a według reżysera filmu, Christophe’a Gansa, japońska nazwa potwora brzmi Triangle Head (Trójkątogłowy), chociaż w filmie pojawia się także jako Red Pyramid (Czerwona Piramida).

## Charakterystyka
Wśród potworów które pojawiają się w Silent Hill 2, Piramidogłowy jest jednym z niewielu o definitywnie męskim wyglądzie, podczas gdy pozostałe zwykle mają cechy żeńskie (drugi wyjątek stanowi Abstract Daddy). Piramidogłowy przypomina bladego mężczyznę ubranego w brudnobiałą, pochlapaną krwią szatę przypominającą rzeźnicki fartuch. Jego najbardziej niezwykłą cechę stanowi wielki hełm w kształcie piramidy całkowicie zasłaniający głowę. Piramidalny hełm chroni stwora przed wszelkimi atakami Jamesa, ale wciąż można go nimi spowolnić. Jako broni Piramidogłowy używa zazwyczaj Wielkiego Noża (Great Knife) lub lekkiej włóczni. Może też, jak wiele innych potworów występujących w grze, próbować udusić Jamesa.
Piramidogłowy nie mówi lecz chrząka i jęczy. Jest bardzo agresywny – zabija zarówno potwory, jak i ludzi. Oprócz tego gwałci brutalnie niektóre stwory jak Manekiny i Lying Creatures.

## Symbolika
W dodatkowych materiałach wykonanych przez twórców gry zostało wyjaśnione, że fizyczna obecność Piramidogłowego jest efektem fascynacji Jamesa historią miasta Silent Hill. Jak dowiadujemy się w trakcie gry, wygląd Piramidogłowego odzwierciedla rodzaj stroju katów z przeszłości, którzy nosili czerwone kaptury i ceremonialne szaty celem upodobnienia się do Valtiela, anioła miasteczka, narodzonego z ideologicznych uwielbień mieszkańców. Według dokumentów stworzonych na potrzeby Silent Hill 4: The Room, sekta kultu charakterystycznego dla Silent Hill („Sekta Valtiela”, ang. Valtiel Sect) ubierała się w stroje katów ukazanych w Silent Hill 2.
Hełm Piramidogłowego to prawdopodobnie nawiązanie do Jimmy’ego Stone’a (ważnego członka kultu Silent Hill i pierwszej ofiary Waltera Sullivana; miał on w czasie dopełniania niektórych rytuałów nosić czerwony, trójkątny kaptur, przez co zwano go „Czerwonym diabłem” (ang. Red devil). Przezwisko to często pojawia się we wszystkich częściach gry. Jest możliwe, że wygląd Jimmy’ego Stone’a i Piramidogłowego odnosi się do tych samych postaci historycznych.
W Silent Hill 2 egzystencja Piramidogłowego jest związana z podświadomością Jamesa Sunderlanda. Sprzeczne uczucia bohatera i pragnienie poniesienia kary za śmierć żony sprawiają, że potwór wciąż za nim podąża. Piramidogłowy pełni rolę oprawcy Jamesa, m.in. poprzez wielokrotne zadawanie śmierci Marii. Oglądanie powtarzanej sceny śmierci kobiety odzwierciedlającej jego żonę (której za każdym razem nie jest w stanie zapobiec) sprawia Jamesowi cierpienie, a jednocześnie przypomina mu o prawdziwej przyczynie zgonu Mary.
Po poznaniu prawdy (obejrzeniu kasety wideo) jedno z zadań Piramidogłowego przestaje być aktualne. Po dotarciu do holu hotelowego (który został przekształcony w arenę) James po raz kolejny jest świadkiem niemożliwej do zapobiegnięcia egzekucji Marii. Tym razem oprawców jest dwóch (jeden stanowi karę za zabicie Mary, a drugi Eddy’ego). Bohater ostatecznie uświadamia sobie, że potrzebował ich z powodu swojej słabości – był za słaby, aby żyć w świadomości popełnionych czynów i dlatego usunął je ze swojej świadomości (możliwy mechanizm wyparcia). Teraz jednak znajduje w sobie dość siły, by udźwignąć ciężar swoich grzechów i pokonać swoich prześladowców. Po tym stwierdzeniu Piramidogłowi stają się wrażliwi na ataki Jamesa, a wreszcie przebijają się wzajemnie włóczniami, uwalniając się w ten sposób od swoich ról (są jednocześnie ofiarami i karzącymi zbrodnię).

## Role

### Silent Hill 2
James po raz pierwszy spotyka Piramidogłowego w Woodside Apartments. Po tym jak znajduje pistolet na piętrze, słyszy krzyk w jednym z korytarzy i biegnie w tamtym kierunku tylko po to, aby zobaczyć pokrytego krwawą poświatą potwora stojącego za kratą. Piramidogłowy nie wykonuje żadnych gwałtownych ruchów – stoi nieruchomo, obserwując bohatera. James decyduje się wejść do pobliskiego pokoju numer 208 i znajduje tam siedzące w fotelu przed śnieżącym telewizorem zwłoki. Chociaż ustawienie kamery nie pozwala dokładnie zidentyfikować tożsamości denata, to wygląd tyłu jego głowy jak i reakcja Jamesa wskazują na to, że jest to główny bohater we własnej osobie. Jest to swoista zapowiedź sceny, która rozegra się po obejrzeniu przez Jamesa kasety wideo w hotelu.
Później, w pokoju nr 307, główny bohater jest świadkiem brutalnego gwałtu dokonywanego przez Piramidogłowego na dwóch manekinach. Przerażony chowa się w szafie. Po chwili potwór kieruje się ku wyjściu. Jednakże gdy mija szafę, zatrzymuje się i przygląda się jej. James panikuje i strzela kilkakrotnie do potwora, ale naboje odbijają się od hełmu nie czyniąc potworowi krzywdy. Po chwili wahania, Piramidogłowy odchodzi.
Kolejne spotkanie Piramidogłowego i Jamesa ma miejsce w Blue Creek Apartments. Gdy James przechodzi przez drzwi wiodące na schody, wpada na Piramidogłowego gwałcącego kolejnego stwora. Bohater próbuje wydostać się drzwiami, którymi wszedł, ale te nie dają się w żaden sposób otworzyć. Piramidogłowy odwraca się i usiłuje zabić Jamesa. Jego ruchy są spowolnione jednak przez Wielki Nóż, który dzierży. Po chwili odzywają się syreny alarmowe i Piramidogłowy schodzi po zalanych schodach i otwiera drzwi, dzięki czemu woda może spłynąć.
Po dłuższej nieobecności, Piramidogłowy pojawia się nagle za plecami Jamesa na dachu szpitalu Brookhaven. Popycha bohatera, który łamie barierkę i spada na niższe piętro, odnosząc przy tym średnie obrażenia. Piramidogłowy zdaje się chwilowo zrezygnować z dalszego pościgu.
Stwór zaskakuje bohaterów w długim korytarzu znajdującym się w piwnicy szpitala. Tym razem jego celem zdaje się być tylko i wyłącznie Maria. Gracz może rozpocząć walkę ze stworem i spowolnić jego ruchy i ataki poprzez ostrzał z broni palnej, jednak prędzej czy później będzie zmuszony do odwrotu. Po krótkiej ucieczce, główny bohater osiąga koniec korytarza i wbiega do zamykającej się windy. Kiedy dobiega do niej Maria, szczelina jest za wąska, aby kobieta mogła się dostać do środka. James z całych sił próbuje otworzyć drzwi – bezskutecznie. Maria zostaje zabita na oczach protagonisty przez Piramidogłowego, zaś winda zabiera zrozpaczonego Jamesa na pierwsze piętro szpitala. Opuszczając budynek, bohater stwierdza, że ponownie nie był w stanie pomóc osobie na niego liczącej.
Błądząc po labiryncie, do którego dostał się przez dziurę w Silent Hill Historical Society, James odnajduje Marię żywą. Nie pamięta ona o zajściu w szpitalu, a w dodatku zachowuje się na przemian jak Mary i Maria (zupełnie jakby miała problem z ustaleniem osobowości). Bohaterowie są oddzieleni od siebie kratami więziennymi, dlatego James skołowany opuszcza pomieszczenie, postanawiając znaleźć inną drogę. Zwiedzając dalej labirynt, James natyka się na Piramidogłowego patrolującego ośmiokątny korytarz. Bohater mija go i wchodzi do pokoju, który służy potworowi za „pracownię”. Może zabrać stamtąd Wielki Nóż i używać go przez resztę gry. Oprócz tego, Piramidogłowego można spotkać w jednym z podziemnych korytarzy lokacji. Po dość długim przedzieraniu się przez labirynt James dostaje się do celi tylko po to, aby znaleźć Marię martwą, tym razem z powodu rany głowy. Na drzwiach celi znajduje się numer „208”, a więc numer pokoju w Woodside Apartments, w którym James zobaczył swego martwego sobowtóra.
Ostatni raz postać Piramidogłowego pojawia się tuż przed głównym bossem gry, w zmienionym lobby hotelowym. Tym razem oprawców jest dwóch. Zabijają oni po raz kolejny Marię, podczas gdy James może się jedynie przyglądać bezlitosnej egzekucji. Bohater uświadamia sobie, że powstali po to, by uświadomić mu jego zbrodnię i ukarać go za nią. Teraz zna już prawdę i postanawia zmierzyć się ze swoimi grzechami. Walka ma charakter symboliczny – można ją postrzegać jako starcie bohatera z własnym sumieniem – czy będzie w stanie kontynuować życie ze świadomością popełnionych czynów. Po zadaniu wystarczającej ilości obrażeń Piramidogłowym (lub wystarczająco długim ich unikaniu na niższych poziomach trudności), obydwaj popełniają samobójstwo, nabijając się na własne włócznie. Nie są już potrzebni, ponieważ James pogodził się z rzeczywistością i faktami dokonanymi. Każdy z Piramidogłowych pozostawia po sobie jedno jajko, każde w innym kolorze symbolizującym krew – rdzawe, symbolizujące stary grzech Jamesa (zabójstwo Mary) i szkarłatne – za Eddiego. Fakt, iż bohater zabił Dombrowskiego w samoobronie wcale nie wyklucza prawdziwości teorii o jajkach, ponieważ liczy się jego osobisty odbiór tego zdarzenia.
Interesującym wydaje się fakt, że pomimo odnoszenia się do Piramidogłowego jako do bossa w grze, tak naprawdę gracz nie musi zazwyczaj atakować potwora. Podczas pierwszej konfrontacji na klatce schodowej Piramidogłowy odejdzie po jakimś czasie nawet jeśli nie został zraniony. W piwnicy szpitalnej gracz może po prostu biec bez przerwy przed siebie, jednak stawienie czoła potworowi i zranienie go powoduje jego spowolnienie i chwilowe zaprzestanie atakowania Marii, dzięki czemu można ją doprowadzić do windy bez żadnych obrażeń. W labiryncie stwór jest odporny na ataki i raczej należy go unikać. Wyjątkiem jest ostateczne starcie z Piramidogłowymi na poziomach trudności wyższych od łatwego, gdyż w tym wypadku ingerencja gracza jest konieczna.

### Silent Hill 3
W grze Silent Hill 3, w alternatywnej wersji Hilltop Center można zobaczyć istoty przypominające Piramidogłowego bez hełmu. Są one ubrane w takie same szaty jak stwór z Silent Hill 2 i porozwieszane w różnych miejscach tej lokacji. Oprócz tego, wizerunek Piramidogłowego znajduje się na jednym z obrazów w kościele, będącym jedną z ostatnich lokacji w grze.
Postacią bardzo przypominającą Piramidogłowego jest Valtiel pojawiający się co jakiś czas podczas rozgrywki, zdając się obserwować poczynania głównej bohaterki. Ze stworem z Silent Hill 2 łączy go nie tylko podobny wygląd, ale i zachowania.

### Film
Chociaż Piramidogłowy nie ma związku z pierwszą częścią gry, pojawia się w filmie Silent Hill jako Red Pyramid, grany przez Roberta Campanellę. Rose Da Silva spotyka go pierwszy raz w Midwich Elementary School, w czasie poszukiwań swojej córki. Chociaż Piramidogłowy nie wyróżnia się wśród innych potworów, to wciąż nie można go zatrzymać, nadal jest niezwykle silny i brutalny, a także dzierży swój Wielki Nóż. Jego wygląd różni się nieco od tego znanego z gry Silent Hill 2. Hełm ma czarny kolor i zamiast z pięciu ścian – jak to było w grze – składa się z czterech; jest też bardziej spiczasty. Reżyser filmu, Christophe Gans powiedział, że zmiana była konieczna, aby przystosować hełm do noszenia przez aktora. Twórcy starali się jednak, aby hełm nadal wyglądał tak, jakby sprawiał ból przy noszeniu. Mimo to Piramidogłowy w filmie nie czyni żadnych gestów, które by na to wskazywały. Fartuch Piramidogłowego zakrywa go od pasa w dół i wygląda na wykonany z ludzkiego mięsa.
Piramidogłowy używa Wielkiego Noża aby rozbić grube stalowe drzwi w czasie nieudanej próby zabicia głównej bohaterki i jej towarzyszki. Jego siła daje się zauważyć, kiedy łapie Annę, trzyma ją w powietrzu tylko jedną ręką, zdziera z niej ubranie, a następnie chwyta ją za klatkę piersiową i zrywa z niej skórę jednym ruchem.

### Silent Hill: Origins
Wizerunek Piramidogłowego pojawia się w dwóch miejscach: w domu rodziny Gillespie na samym początku gry oraz nad łóżkiem w pokoju nr 503 w Riverside Motel. Oprócz tego, w Riverside Motel można zdobyć i użyć jako broni włóczni podobnej do tej wykorzystywanej przez Piramidogłowego w Silent Hill 2.

### Silent Hill: The Arcade
Piramidogłowy pojawia się w grze jako jeden z przeciwników. Nie pełni żadnej symbolicznej roli. Wyglądem przypomina swoją filmową wersję.

### Silent Hill: Homecoming
Postać Piramidogłowego nazwana została Bogeyman i została przedstawiona na wizerunek Piramidogłowego z filmu.
Pierwszy raz Bogeyman pojawia się we śnie protagonisty, chociaż ten nie zdaje sobie z tego sprawy. Potwór zabija lekarza (w rzeczywistości ojca Alexa, co jest zapowiedzią późniejszych wydarzeń), po czym znika.
Protagonista spotyka Bogeymana dwa razy w całej grze, w scenach nie wymagających interakcji gracza. Pierwszy raz na jednym z pięter Grand Hotelu, gdzie Bogeyman wpatruje się chwilowo na bohatera schowanego za barykadą utworzoną ze starych mebli, po czym odchodzi nie zwracając na mężczyznę uwagi. 
Drugi raz Alex spotyka Bogeymana, po raz kolejny przez krótką chwilę, kiedy potwór morduje jego ojca swoim Wielkim Nożem, po czym odchodzi.
W zakończeniu zatytułowanym Bogeyman, Alex budzi się będąc przykutym do krzesła. Kiedy próbuje się wydostać, podchodzi do niego dwóch Bogeymanów, zakładając mu na głowę piramidę, czyniąc z niego tym samym jednego z nich.
Po zdobyciu tego zakończenia, w grze zostaje odblokowany kostium Bogeymana, możliwy do założenia w następnej rozgrywce.

### W innych mediach
Piramidogłowy pojawia się w komiksie „Sinner's Reward”, w czasie ataku na Ike'a i jego przyjaciół. Występuje jednak jako zwykły przeciwnik. Ponieważ jest ich wielu i nie cechuje ich specjalna odporność, można sądzić, że Piramidogłowi reprezentują wybrańców miasteczka, katów.
Piramidogłowy pojawia się także dodatkowo jako jedna z postaci do odblokowania w grze New International Track & Field na Nintendo DS.
Piramidogłowy pojawia się również jako grywalny zabójca w grze Dead by Daylight.